# 大和駅 (神奈川県)
大和駅（やまとえき）は、神奈川県大和市にある、小田急電鉄・相模鉄道（相鉄）の駅。
両社の駅長所在駅で、小田急は藤沢管区大和管内として中央林間 - 湘南台間を、相鉄は大和管区として当駅 - 三ツ境間を管理している。

## 乗り入れ路線
- 小田急電鉄： 江ノ島線 - 駅番号「OE 05」
- 相模鉄道： 相鉄本線 - 駅番号「SO14」

## 歴史
- 1926年（大正15年）5月12日：旧・神中鉄道の大和駅として開業。
- 1929年（昭和4年）4月1日：小田急江ノ島線の西大和駅が開業。「直通」の停車駅となる。当時、各駅停車は新宿 - 稲田登戸（現・向ヶ丘遊園）間のみの運行。
- 1944年（昭和19年）6月1日：相模鉄道との乗り換え駅になったことから、江ノ島線の駅名が大和駅に改称される。同時に相鉄の駅位置と江ノ島線の駅位置を交差位置に合わせるため、相鉄の駅を相模大塚寄りに200メートル移動。
- 1945年（昭和20年）6月：江ノ島線の直通が廃止され、各駅停車が全線で運行されることとなり、その停車駅となる。
- 1946年（昭和21年）10月1日：江ノ島線に準急が設定され、停車駅となる。
- 1955年（昭和30年）3月25日：江ノ島線に通勤急行が設定され、停車駅となる。
- 1958年（昭和33年）6月22日：放火により相鉄線大和駅が全焼し、7月1日に鉄骨造りで再建[1] 。
- 1965年（昭和40年）11月：江ノ島線急行の停車駅となる。
- 1970年（昭和45年）11月18日：相鉄線駅構内の折り返し側線に侵入した電車が停止線を越え、土止めに乗り上げて脱線[2]。
- 1971年（昭和46年）12月24日：西口駅舎完成[3]。
- 1986年（昭和61年）：駅舎連絡通路および駅周辺道路の慢性的な混雑から、駅舎全面改良・連続立体化工事が着工される。

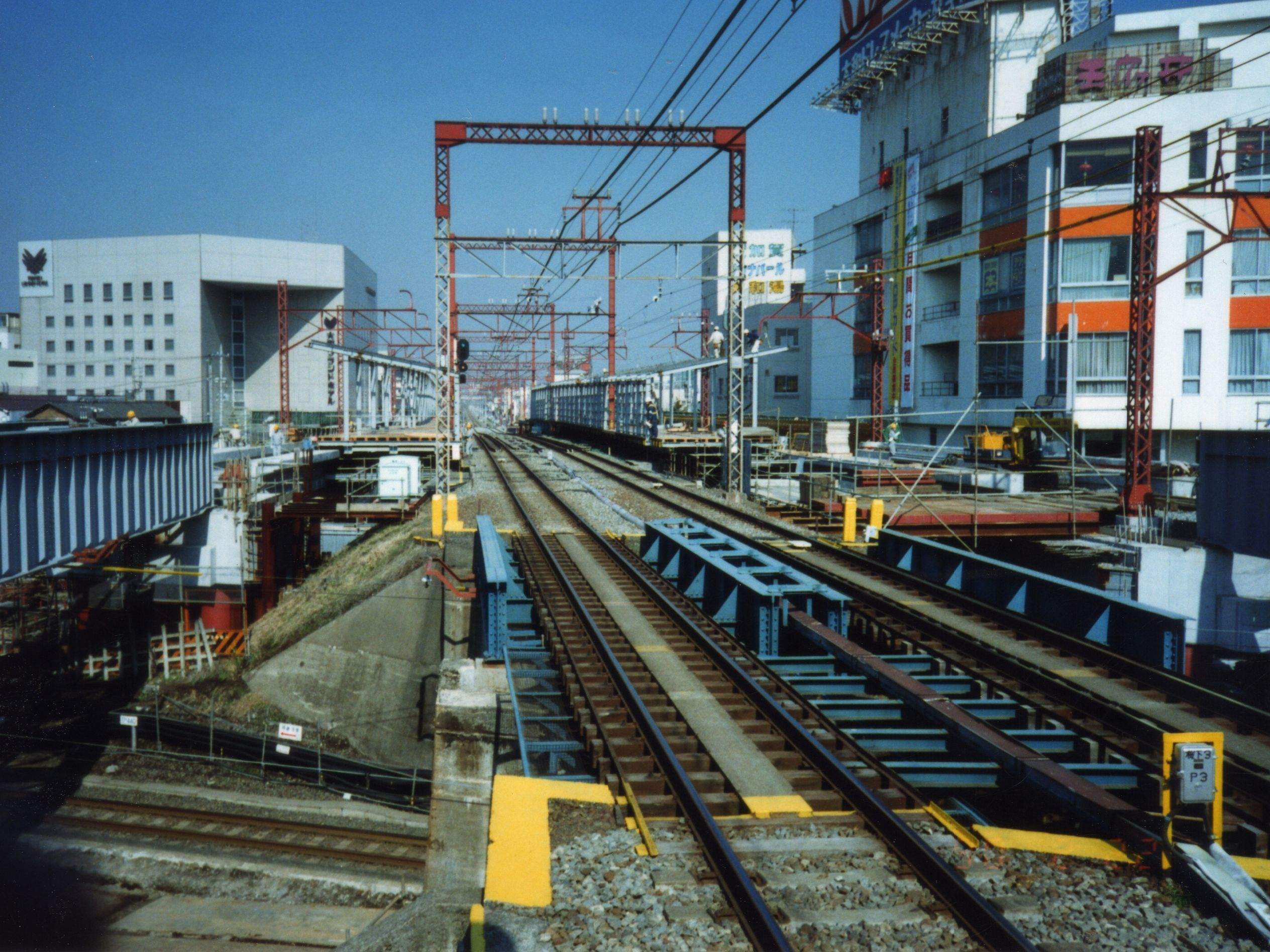
建設中の仮ホーム（1988年撮影）

- 1989年（平成元年）11月3日：上記工事に伴い、相鉄の駅舎を横浜寄りへ250メートルの位置（開業当時の大和駅の位置）に移転し、その間に連絡橋が設置される[4][5]。
- 1990年（平成2年）4月15日：小田急の駅舎が150メートル相模大野駅寄りに移転[6]。
- 1993年（平成5年）8月1日：相鉄部分が地下化され、駅前広場が整備される[4]。
- 1994年（平成6年）11月1日：小田急部分が島式2面4線化され、全面改良・連続立体化工事完了[7]。
- 1996年（平成8年）3月23日：小田急の特急ロマンスカー「えのしま」が停車開始[8]。
- 2002年（平成14年）3月22日：小田急に湘南急行が設定され、停車駅となる。
- 2004年（平成16年）12月11日：小田急の湘南急行が廃止され、快速急行に変更される。
- 2008年（平成20年）3月15日：小田急のダイヤ改正で当駅始発・終着の列車が新設され、夜間に車両停泊が行われるようになる。

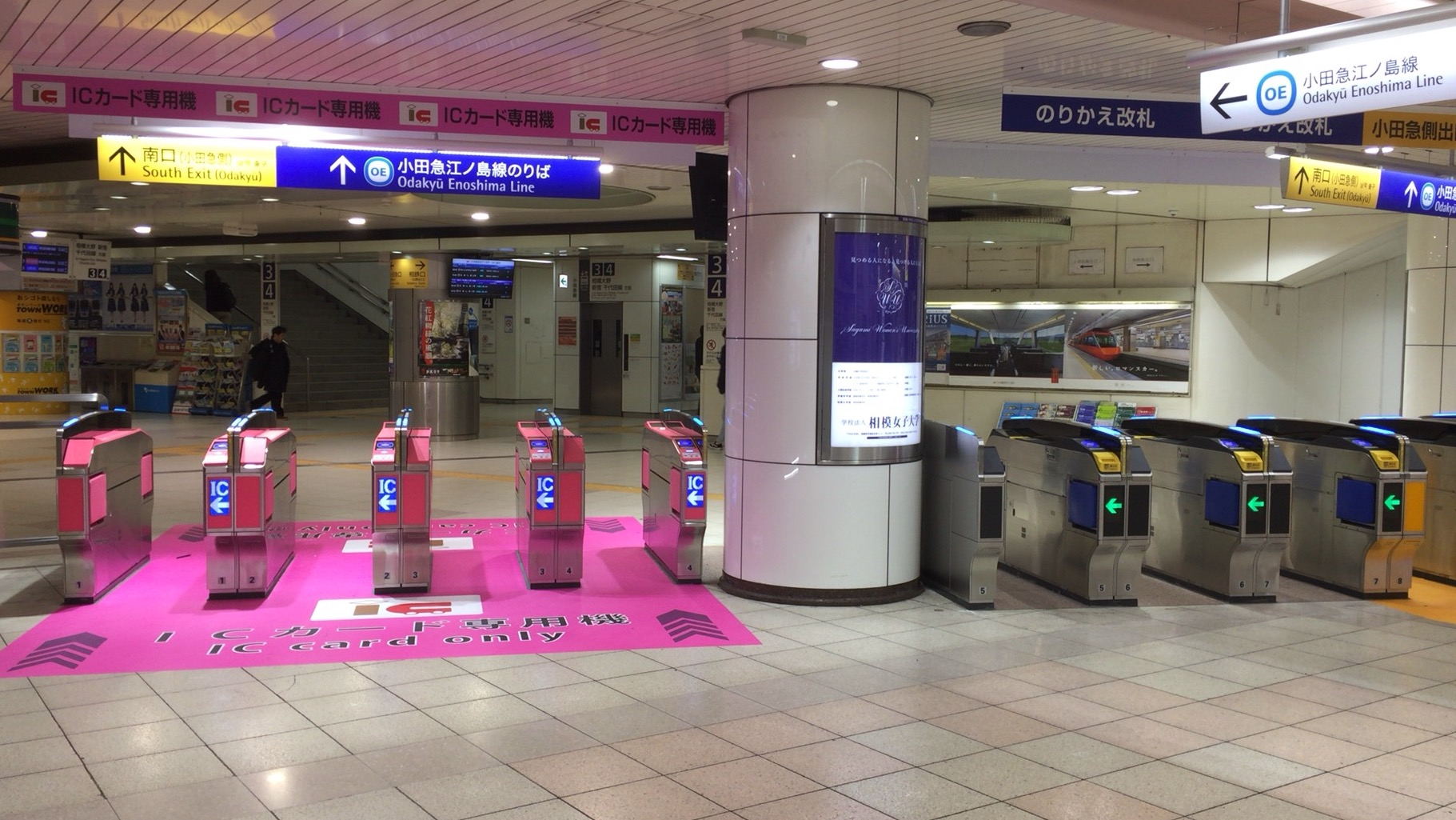
2018年3月に設置された乗換改札機（2018年3月17日）

- 2014年（平成26年）4月27日：相鉄のダイヤ改正で特急が設定され、停車駅となる。また同じく本線（二俣川 - 海老名）にも快速が設定され停車駅となる。
- 2018年（平成30年）3月17日：相鉄線と小田急線の連絡通路に乗換改札機を設置[9]。
- 2021年（令和3年）
  - 3月7日：相鉄線2番線でホームドアの使用を開始[10]。
  - 3月14日：相鉄線1番線でホームドアの使用を開始[10]。
- 2025年（令和7年）
  - 1月15日：小田急線の下りホーム（1・2番線）に特急車両対応の大開口ホームドアが使用開始。
  - 3月7日：小田急線の上りホーム（3・4番線）に特急車両対応の大開口ホームドアが使用開始[11]。

### 駅名の由来
駅開業時の地名である「高座郡大和村」から。なお、小田急線の駅開業当時の「西大和」は相模鉄道の駅が東にあったことから、大和に「西」を冠した駅名であった。1944年に相模鉄道と乗り換え駅になったのを機に、「大和」と改称された。

## 駅構造
当駅は、小田急電鉄（小田急）と相模鉄道（相鉄）の乗り換え経路となる1階構内が改札内で連絡している共同使用駅である。
北側の改札口（相鉄口）を相鉄、南側の改札口（小田急口）を小田急が管理しているが、乗降客は利用する会社線に関係なく両側とも利用できる。どちら側にも相鉄・小田急両方の券売機が設置されているが、それぞれの券売機は独立して設置されている。
かつて、駅構内に中間改札は設置されていなかったが、神奈川東部方面線（相鉄新横浜線）の開業を前にした利用客の経路判別の観点から、2018年3月より相鉄線と小田急線の連絡通路上に乗換改札機が設置された。ただし、設置後も乗降客はこれまで通り利用する会社線に関係なく、相鉄口・小田急口両側とも利用できるようになっている。
改札内コンコースとホームを結ぶエスカレーター・エレベーター、および多機能トイレ（改札内の小田急側と相鉄側にそれぞれ設置）を併設している。

### 小田急電鉄
島式ホーム2面4線を有する江ノ島線唯一の高架駅である。駅番号はOE 05。
元々、江ノ島線開業の際には、既に相模鉄道（当時の神中鉄道）の大和駅があり、そのやや西側に駅を設置したことから、当初は西大和と命名されたが、その後駅の位置をずらし、乗り換え駅となった。
以前は盛土による2面2線であったが、立体化工事とともに行われた構内拡張により線路の高さを嵩上げする必要が生じ、高架へと切り替えられた。なお、相模大野方面2つ先の南林間駅は以前2面4線だったが、当駅の立体化工事完成とともに外側2線の線路が撤去され、2面2線に切り替えられた。
1996年3月から特急ロマンスカー「えのしま」「ホームウェイ」（1999年7月運行開始）の停車駅となったが、2018年3月から運行されている千代田線直通の「メトロえのしま」は当駅には停車しない。
2008年3月15日のダイヤ改正で、当駅始発の上り電車と当駅終着の下り電車が新設された。上下とも各駅停車・急行1本ずつで、各駅停車は上り初電と下り終電に当たる。
当駅で快速急行・急行との緩急接続を行う列車が存在するほか、2018年3月17日以降は土休日のみ快速急行が特急ロマンスカーの通過待ちを受ける列車がある。

#### のりば
| ホーム | 路線     | 方向 | 行先                          | 備考            |
| ------ | -------- | ---- | ----------------------------- | --------------- |
| 1・2   | 江ノ島線 | 下り | 藤沢・片瀬江ノ島方面          |                 |
| 3・4   | 江ノ島線 | 上り | 相模大野・新宿・ 千代田線方面 | 一部は1番ホーム |

- 内側2線（2・3番ホーム）が主本線、外側2線（1・4番ホーム）が待避線である。
- 早朝の当駅始発の各停は、本来藤沢方面のホームである1番ホームから発車する。
- 夜間は待避線である4番ホームに10両編成が滞泊するが、当駅構内で夜間作業を行う場合は本線である3番ホームに留置される場合がある。この場合、留置車両が翌朝に当駅始発の旅客列車として発車するまで発着ホームが変更となる。

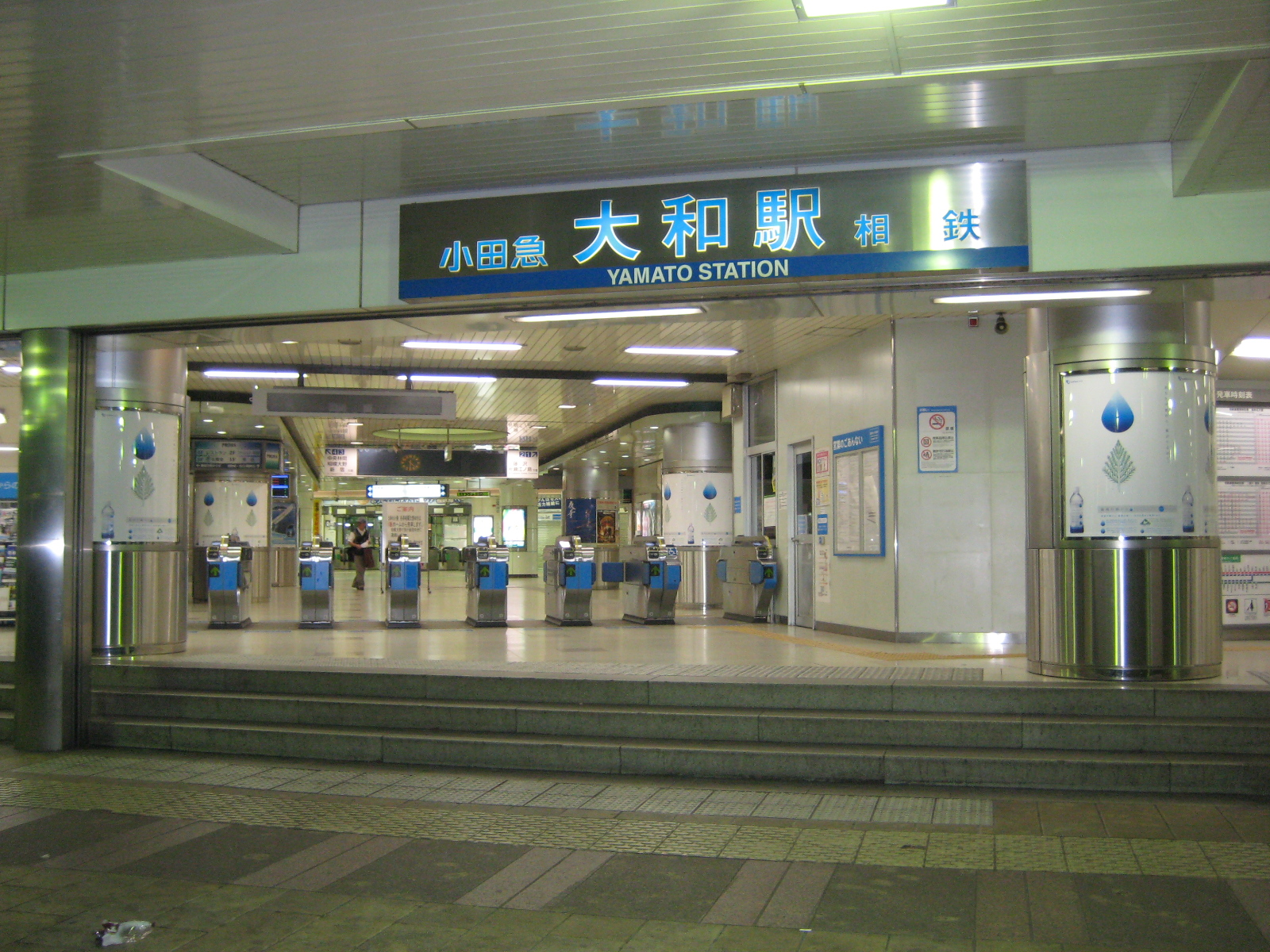
サイン更新前の小田急口（2009年7月26日）
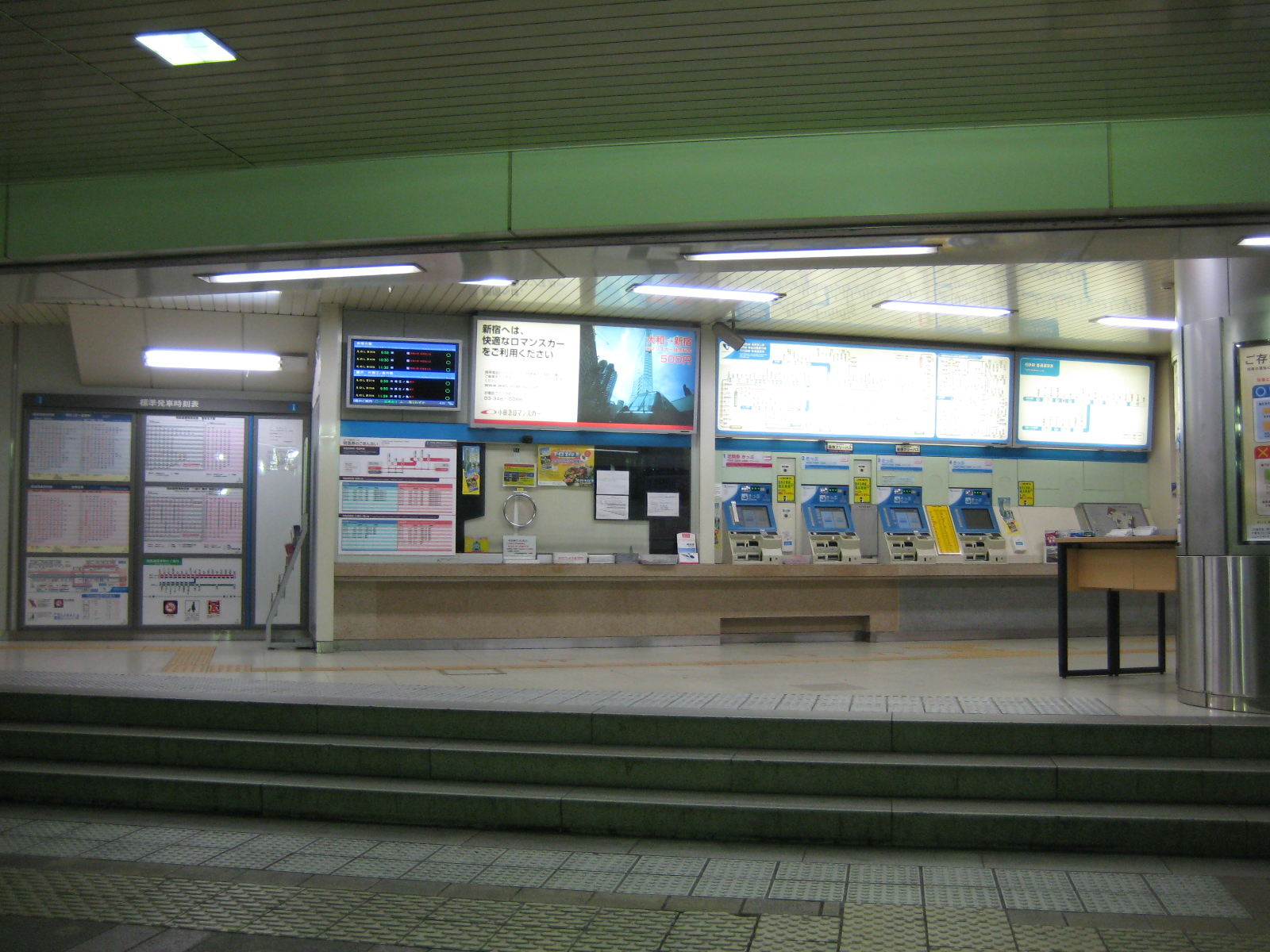
小田急線きっぷうりば（2009年7月26日）
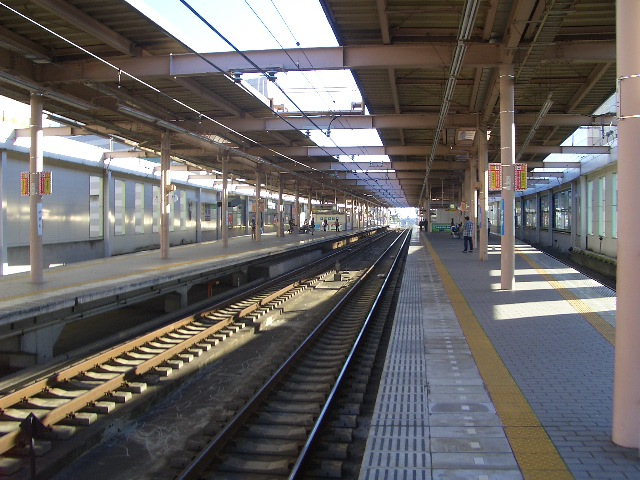
小田急線3・4番ホーム相模大野方から藤沢方を望む（2004年11月27日）

### 相模鉄道
島式ホーム1面2線を有する地下駅で、全ての列車が停車する。海老名側に引き上げ線が設置されており、平日の一部列車の折り返しの他、2023年3月18日ダイヤ改正現在、10両編成の夜間停泊が行われている（深夜に二俣川駅から回送）。駅番号はSO14。
ホームには終日立哨の駅員がいる。
かつては地上駅であり、工事に合わせて銀座通り商店街、プロムナード東側など、駅の入口があった場所が何回か変化している。また、駅東側には踏切があったが、これに伴う交通混雑や駅東西の移動の利便性向上などから地下化が決定し、その後何回か駅入口の位置を変えながら地下駅となった。プロムナードはかつて相鉄線の線路が通っていた跡地を利用したものである。

#### のりば
| 番線 | 路線     | 方向 | 行先                                             |
| ---- | -------- | ---- | ------------------------------------------------ |
| 1    | 相鉄本線 | 下り | 海老名方面                                       |
| 2    | 相鉄本線 | 上り | 横浜・湘南台（二俣川のりかえ）・羽沢横浜国大方面 |

- 2010年初め頃から、ホームの側壁中央に番線別の識別カラーが施された。1番線がオレンジ色、2番線が水色である。

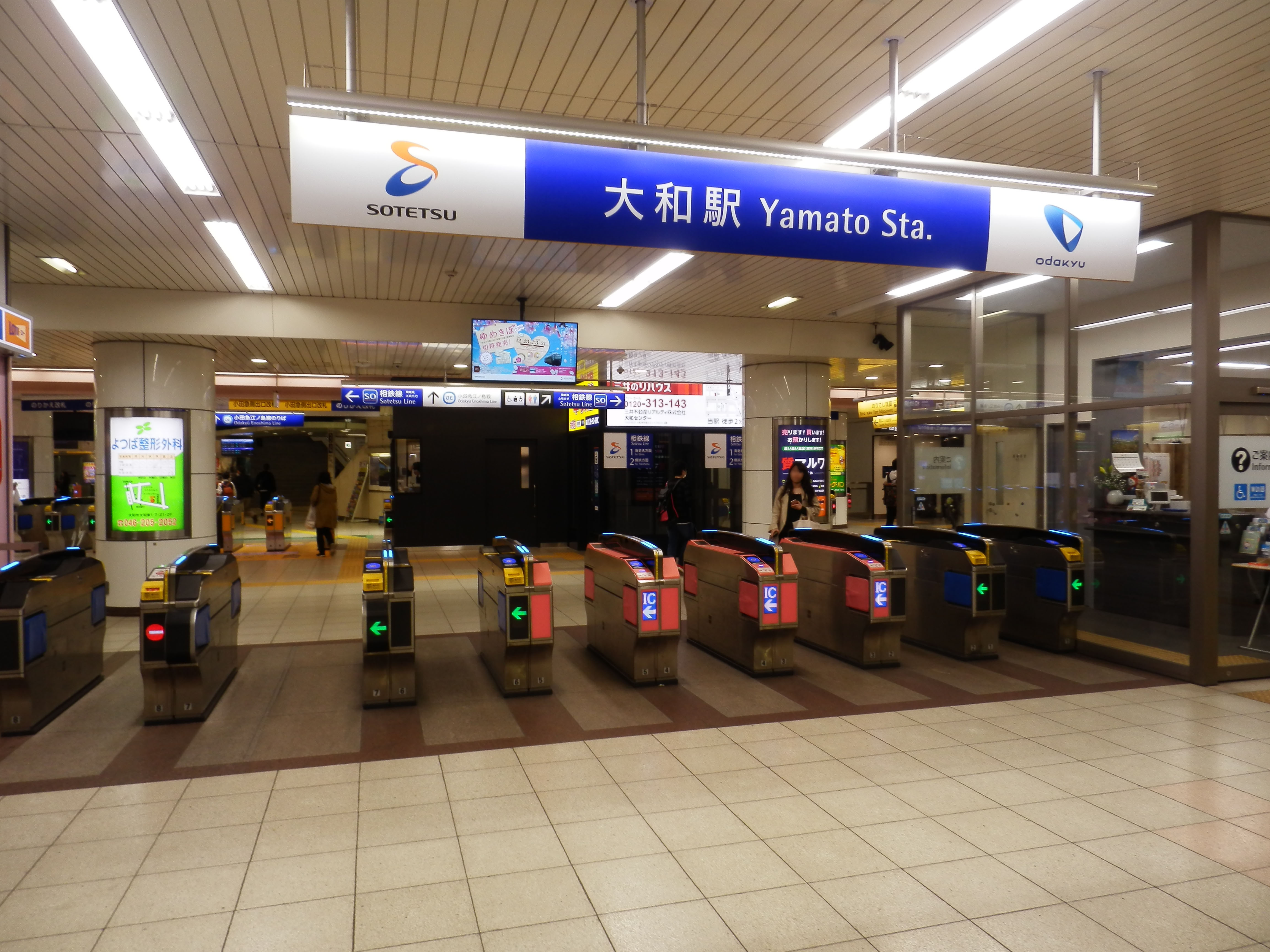
相鉄口改札（2018年3月25日）
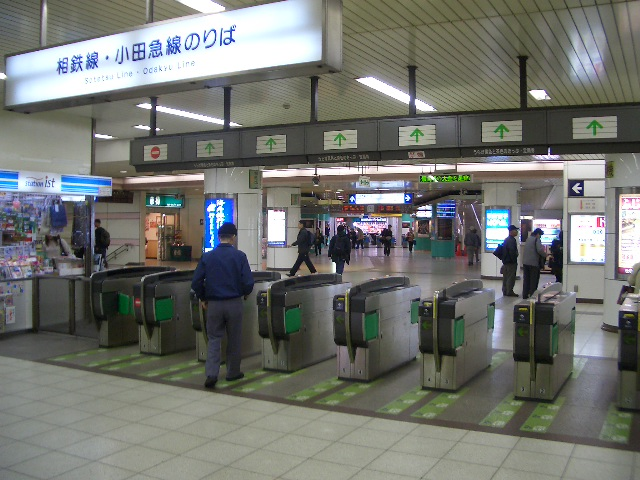
乗換改札機設置前の相鉄口改札（2004年11月27日）
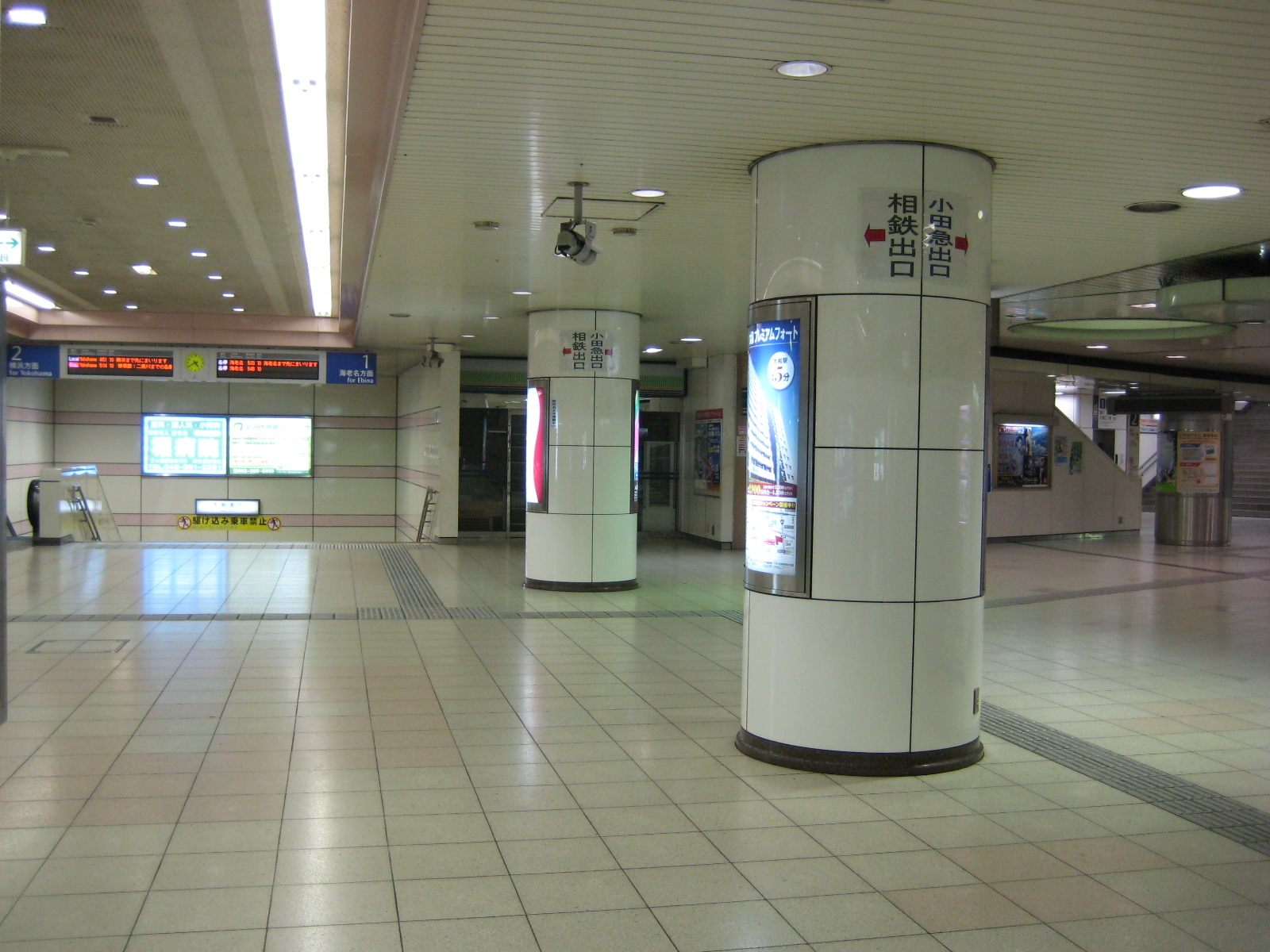
コンコース。左の階段を下りると相鉄線ホーム、右奥の階段を上ると小田急線下りホーム（2009年7月26日）。
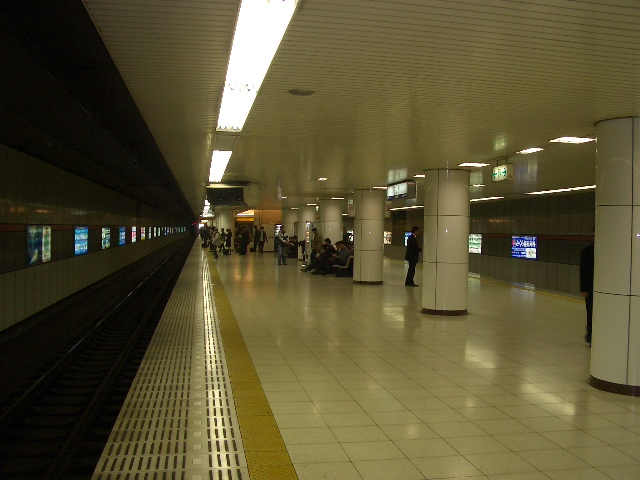
相鉄線ホーム海老名方から横浜方を望む（2004年11月27日）

## 駅ナカ店舗
- 小田急側
  - ODAKYU SHOP（売店）
- 相鉄側
  - station IST（売店、ホーム上と改札横の2店舗）
  - QBハウス（ホーム上）
  - 横浜銀行ステーションATM（改札外）
  - 中央労働金庫ATM（改札外）
  - グリーンぽけっと（相鉄線サービスカウンター、改札外）
    - 大和市広報コーナー
    - ウィルコムプラザ 大和
    - ゆうちょ銀行ATM
- 共通
  - ビアードパパ
  - 崎陽軒
  - ドトールコーヒー

## 利用状況
- 小田急電鉄 - 2024年度の1日平均乗降人員は112,087人である[小田急 1]。
小田急線全70駅の中では新百合ヶ丘駅に次ぐ第11位。
- 相模鉄道 - 2024年度の1日平均乗降人員は109,219人である[相鉄 1]。
相鉄線全27駅中第3位で、横浜駅、海老名駅に次いで多い。

### 年度別1日平均乗降人員
近年の1日平均乗降人員は下表の通りである。
| 年度               | 小田急電鉄       | 小田急電鉄 | 相模鉄道         | 相模鉄道 |
| 年度               | 1日平均 乗降人員 | 増加率     | 1日平均 乗降人員 | 増加率   |
| ------------------ | ---------------- | ---------- | ---------------- | -------- |
| 1929年（昭和04年） | 234              |            |                  |          |
| 1930年（昭和05年） | 184              | −21.4%     |                  |          |
| 1935年（昭和10年） | 102              |            |                  |          |
| 1940年（昭和15年） | 284              |            |                  |          |
| 1946年（昭和21年） | 3,597            |            |                  |          |
| 1950年（昭和25年） | 5,464            |            |                  |          |
| 1955年（昭和30年） | 10,589           |            |                  |          |
| 1960年（昭和35年） | 18,508           |            |                  |          |
| 1965年（昭和40年） | 41,372           |            |                  |          |
| 1970年（昭和45年） | 66,417           |            |                  |          |
| 1975年（昭和50年） | 79,732           |            |                  |          |
| 1980年（昭和55年） | 98,071           |            |                  |          |
| 1985年（昭和60年） | 109,496          |            |                  |          |
| 1989年（平成元年） | 116,890          |            |                  |          |
| 1990年（平成02年） | 109,140          | −6.6%      |                  |          |
| 1995年（平成07年） | 111,104          |            |                  |          |
| 1999年（平成11年） |                  |            | 111,243          |          |
| 2000年（平成12年） | 105,975          |            |                  |          |
| 2002年（平成14年） | 103,130          |            |                  |          |
| 2003年（平成15年） | 103,108          | 0.0%       | 103,718          |          |
| 2004年（平成16年） | 101,885          | −1.2%      | 103,713          | 0.0%     |
| 2005年（平成17年） | 102,765          | 0.9%       | 104,302          | 0.6%     |
| 2006年（平成18年） | 104,936          | 2.1%       | 105,991          | 1.6%     |
| 2007年（平成19年） | 110,140          | 5.0%       | 109,502          | 3.3%     |
| 2008年（平成20年） | 111,063          | 0.8%       | 110,134          | 0.6%     |
| 2009年（平成21年） | 110,103          | −0.9%      | 108,971          | −1.1%    |
| 2010年（平成22年） | 111,481          | 1.3%       | 109,762          | 0.7%     |
| 2011年（平成23年） | 111,511          | 0.0%       | 109,043          | −0.7%    |
| 2012年（平成24年） | 113,556          | 1.8%       | 110,369          | 1.2%     |
| 2013年（平成25年） | 115,889          | 2.1%       | 111,797          | 1.3%     |
| 2014年（平成26年） | 114,295          | −1.4%      | 110,129          | −1.5%    |
| 2015年（平成27年） | 116,042          | 1.5%       | 112,126          | 1.8%     |
| 2016年（平成28年） | 116,691          | 0.6%       | 112,774          | 0.6%     |
| 2017年（平成29年） | 117,883          | 1.0%       | 113,846          | 1.0%     |
| 2018年（平成30年） | 118,367          | 0.4%       | 114,880          | 0.9%     |
| 2019年（令和元年） | 118,918          | 0.5%       | 115,878          | 0.9%     |
| 2020年（令和02年） | 90,097           | −24.2%     | 87,713           | −24.3%   |
| 2021年（令和03年） | 98,289           | 9.1%       | 95,234           | 8.6%     |
| 2022年（令和04年） | 107,131          | 9.0%       | 102,714          | 7.9%     |
| 2023年（令和05年） | 110,623          | 3.3%       | 107,157          | 4.3%     |
| 2024年（令和06年） | 112,087          | 1.3%       | 109,219          | 1.9%     |

### 年度別1日平均乗車人員
近年の1日平均乗車人員の推移は下表の通りである。
| 年度               | 小田急電鉄 | 相模鉄道 | 出典                |
| ------------------ | ---------- | -------- | ------------------- |
| 1995年（平成07年） | 55,366     | 58,868   | [ 乗降データ 3 ]    |
| 1998年（平成10年） | 55,873     | 58,946   | [ 神奈川県統計 1 ]  |
| 1999年（平成11年） | 51,780     | 53,955   | [ 神奈川県統計 2 ]  |
| 2000年（平成12年） | 50,761     | 52,431   | [ 神奈川県統計 2 ]  |
| 2001年（平成13年） | 50,254     | 51,669   | [ 神奈川県統計 3 ]  |
| 2002年（平成14年） | 49,552     | 50,890   | [ 神奈川県統計 4 ]  |
| 2003年（平成15年） | 49,637     | 50,565   | [ 神奈川県統計 5 ]  |
| 2004年（平成16年） | 50,111     | 50,754   | [ 神奈川県統計 6 ]  |
| 2005年（平成17年） | 50,563     | 51,206   | [ 神奈川県統計 7 ]  |
| 2006年（平成18年） | 51,662     | 52,051   | [ 神奈川県統計 8 ]  |
| 2007年（平成19年） | 54,271     | 53,808   | [ 神奈川県統計 9 ]  |
| 2008年（平成20年） | 54,987     | 54,170   | [ 神奈川県統計 10 ] |
| 2009年（平成21年） | 54,611     | 53,655   | [ 神奈川県統計 11 ] |
| 2010年（平成22年） | 55,351     | 54,136   | [ 神奈川県統計 12 ] |
| 2011年（平成23年） | 55,362     | 53,761   | [ 神奈川県統計 13 ] |
| 2012年（平成24年） | 56,469     | 54,435   | [ 神奈川県統計 14 ] |
| 2013年（平成25年） | 57,654     | 55,162   | [ 神奈川県統計 15 ] |
| 2014年（平成26年） | 56,911     | 54,552   | [ 神奈川県統計 16 ] |
| 2015年（平成27年） | 57,788     | 55,644   | [ 神奈川県統計 17 ] |
| 2016年（平成28年） | 58,183     | 56,020   | [ 神奈川県統計 18 ] |
| 2017年（平成29年） | 58,822     | 56,591   | [ 神奈川県統計 19 ] |
| 2018年（平成30年） | 59,078     | 57,226   | [ 神奈川県統計 20 ] |
| 2019年（令和元年） | 59,521     | 57,949   | [ 神奈川県統計 21 ] |
| 2020年（令和02年） | 44,941     | 43,774   | [ 神奈川県統計 22 ] |
| 2021年（令和03年） | 49,037     | 47,545   | [ 神奈川県統計 23 ] |
| 2022年（令和04年） | 53,442     | 51,295   | [ 神奈川県統計 24 ] |

## 駅周辺

### プロス
当駅の駅ビル。飲食店や食料品店、書店、100円ショップなどが出店。詳細は小田急電鉄による「公式ページ」を参照。

### 大和スカイビル
旧ユザワヤ大和店。ユザワヤ大和店を含む複数のテナントが出店。

### その他の周辺施設
商業・ホテルなど
- Odakyu OX 大和店
- ヨークマート大和中央店
- マルエツ大和中央店
- 相鉄ローゼン大和駅前店
- スーパー三和 大和南店
- ノジマ大和店
- メガネドラッグ 大和駅前店
- ココカラファイン薬局 大和中央店
- AOKI 大和南店
- お仏壇のはせがわ 大和店
- 大和第一ホテル
- 東横INN 大和駅前
- ニッポンレンタカー大和駅前営業所
- フィットネス&温泉 リーヴ大和[注 1]

かつては忠実屋（→ダイエー〈現・イオン〉）、東急ストア（大和スカイビル）、相高ストアが出店していたが全て撤退した。大和グランドホテルは2008年5月27日で廃業し、跡地には大型パチンコ店が開業している。また、昭和後期までは映画館が立地していたが、平成までに全て閉館している。
公共・地域施設
- 大和税務署
- 横浜地方法務局大和出張所
- 大和公共職業安定所
- 神奈川県大和保健福祉事務所（保健所）
- 神奈川県大和県税事務所
  - 神奈川県環境農政部家畜病性鑑定所
- 神奈川県大和警察署
- 大和徳洲会病院
- 大和市立光丘中学校
- 大和市立深見小学校
- 大和市立草柳小学校
- 大和市文化創造拠点シリウス
  - やまと芸術文化ホール
  - 大和市立図書館
  - 大和市生涯学習センター
  - 屋内こども広場
  - 大和市役所大和連絡所
  - 大和ラジオ放送
- 大和商工会議所
- 大和市青少年センター
- 大和スポーツセンター体育会館
- やまと公園
- 深見神社

金融機関
- 南大和郵便局
- 大和中央一郵便局
- 横浜銀行大和支店・桜ヶ丘支店[注 2]
- 三菱UFJ銀行大和支店
- きらぼし銀行大和支店
- みずほ銀行大和支店
- 三井住友銀行大和支店
- 城南信用金庫大和支店
- 中央労働金庫大和支店
- さがみ農業協同組合大和支店
  - さがみ協同開発（不動産取引） 大和営業所
- ハナ信用組合大和支店
- 朝日生命保険大和中央営業所
- 明治安田生命保険大和営業所・大和中央営業所
- 太陽生命保険大和支社
- ジブラルタ生命保険大和支部
- 富国生命保険大和営業所
- 第一生命保険大和支部
- 大樹生命保険大和営業所

事務所・工場
- キョーラク大和工場
- ガスター大和工場

周辺道路
- 国道467号
- 国道246号
- 神奈川県道45号丸子中山茅ヶ崎線
- 神奈川県道40号横浜厚木線

最寄りIC
- 東名高速道路横浜町田インターチェンジ
- 保土ヶ谷バイパス下川井インターチェンジ

## バス路線
最寄りの停留所として「大和駅」と「大和駅西口」がある。ただし、両停留所は実際にはほぼ同一の位置であり、停留所のある歩道（駅前広場）を挟んだ北側が「大和駅西口」、南側が「大和駅」停留所となっている。両停留所間は徒歩の場合、30秒程度で乗り継ぎが可能である。

### 大和駅（小田急改札口側）
相鉄バス
- [旭30] ニュータウン南瀬谷 行
- 深夜急行バス海老名駅行
- 深夜急行バス二俣川駅経由横浜駅行

神奈川中央交通
- [和02] いちょう団地 行
- [和06][間24] 上和田団地経由 いちょう団地 行
- [和03][間16] 上和田団地 行

大和市コミュニティバス
- のろっと 南部ルート 高座渋谷駅方面
- やまとんGO 深見地域ルート 市役所 行

### 大和駅西口（相鉄改札口側）
神奈川中央交通
- [間10] 一の関経由 鶴間駅東口 行
- [間12] 西回り・鶴間駅（西口）行
- [間13][間16][間17][間24] 東回り 市役所・市立病院経由 鶴間駅東口 行
  - 市立病院診療時間外は市役所・市立病院は経由しない。
- [間17] 桜ヶ丘駅西口 行

## 隣の駅
小田急電鉄
 江ノ島線
- □特急ロマンスカー「えのしま」「モーニングウェイ」「ホームウェイ」停車駅

■快速急行
中央林間駅 (OE 02) - 大和駅 (OE 05) - 湘南台駅 (OE 09)
■急行
南林間駅 (OE 03) - 大和駅 (OE 05) - 長後駅 (OE 08)
■各駅停車
鶴間駅 (OE 04) - 大和駅 (OE 05) - 桜ヶ丘駅 (OE 06)
相模鉄道
 相鉄本線
■特急
二俣川駅 (SO10) - 大和駅 (SO14) - 海老名駅 (SO18)
■通勤急行（平日上りのみ運転）・■快速・■各駅停車
瀬谷駅 (SO13) - 大和駅 (SO14) - 相模大塚駅 (SO15)